# Bieliński (film)
Bieliński (ros. Белинский, Bielinskij) – czarno-biały film biograficzno-historyczny produkcji radzieckiej w reżyserii Grigorija Kozincewa z 1951 roku.
Mimo iż produkcja filmu zakończyła się w 1951, został on wydany dopiero w 1953.

## Fabuła
Film opowiada o życiu rosyjskiego krytyka literackiego, eseisty i filozofa Wissariona Bielinskiego.

## Obsada
- Siergiej Kuriłow – Wissarion Bielinski
- Władimir Biełokurow – Barsukow
- Aleksandr Borisow – Aleksandr Hercen
- Igor Litowkin – Iwan Turgieniew
- Gieorgij Wicyn – Nikołaj Gogol
- Nikołaj Afanasjew – Michaił Lermontow
- Igor Gorbaczow – student
- Jurij Tołubiejew – Michaił Szczepkin